# ديلان سميث
ديلان سميث (بالإنجليزية: Dylan Smith)‏ (1 مايو 1996 بأديلايد في أستراليا - ) هو لاعب كرة قدم أسترالي في مركز الوسط. لعب مع FFA Centre of Excellence ‏.

## وصلات خارجية
- ديلان سميث على موقع قاعدة بيانات كرة القدم.إي يو (الإنجليزية)
- ديلان سميث على موقع Soccerway.com (الإنجليزية)